# ピラミッド (音楽)
ピラミッド（Pyramid）は、ギタリストの鳥山雄司、ドラマーの神保彰、ピアニストの和泉宏隆により結成されたフュージョンユニット。
メンバーにはベーシストがいないため、ベースはゲストを招いての演奏か、コンピュータ打ち込みによる自動演奏であり、補助的にシンセサイザーを使用する場合も同様である。
ライブではサポートミュージシャンとしてウッドベースやソプラノ・サキソフォンを加えて4 - 5名で演奏することがある。

## バイオグラフィー
慶應義塾高等学校在学中からのバンド仲間であった鳥山・神保・和泉は、2003年に「O!kay Boys（オーケーボーイズ）」を結成。後にそのユニット名を「Pyramid（ピラミッド）」に改称して、2005年7月にセルフタイトル・ファーストアルバム『PYRAMID』、2006年6月には、セカンドアルバム『TELEPATH－以心伝心－』をリリース。ファースト・アルバムではラムゼイ・ルイスの「Sun Goddess」、セカンドアルバムではボブ・ジェームスの「Westchester Lady」やクルセイダーズ（ジョー・サンプル）の「Street Life」など、彼らの学生時代に思い入れのあるナンバーをカバーしている。
これらのアルバムに収録されたオリジナルナンバーは、鳥山がパーソナリティをつとめるラジオ番組 J-WAVE『DOCOMO BODY AND SOUL』の歴代テーマ曲として使用されている。
セカンドアルバム以降は各自がソロ活動に従事していたためにしばらく休眠状態になってしまった。2009年5月の「DOCOMO BODY AND SOUL SPECIAL LIVE」にて再集結し、続いて7月に行われるソロ・アルバム リリースライブのタイトルを「Live "Guitarist" 〜feat. PYRAMID」としており、再始動をアピールしている。またこれらのライブでは、ベースに鳥越啓介、サキソフォンに和泉のT-SQUARE時代のバンドメイトでもある本田雅人を迎えて5人編成としている。
再活動後はレーベルをハッツ・アンリミテッドに移籍し、2011年4月に5年ぶりとなるアルバム『PYRAMID3』を発表。1970年代に流行していたジャズ・クロスオーヴァーへのオマージュ・アルバムとしている。レーベルで音楽監督を務める葉加瀬太郎がゲスト参加。ライブにおいてもゲスト参加している。
2018年9月5日、アルバム『PYRAMID4』を発表。2018年11月29日にひさびさのライブ「PYRAMID DISCO NIGHT」を開催。DJとコラボレーションする新たなライブを行った。
2021年4月26日に和泉が急逝した。これを受けて6月3日と4日には追悼ライブ「PYRAMID featuring MIHO FUKUHARA “A Tribute to Hirotaka Izumi”」をブルーノート東京で開催した。ユニットは今後も鳥山と神保の2人で活動を続けていく意向である。
2022年にはクラウドファンディングを利用してのアルバム制作を発表した。製作費の調達手段としてクラウドファンディングを選んだのは、ファンとのつながりを持つためのプラットフォームを作る意味合いがあったという。楽曲は原則的にデジタル配信とし、CDアルバムはクラウドファンディング参加者へのリターンのみとなっている。

## ディスコグラフィー
※最高順位はオリコンチャートの総合ランキング（週間）を使用。

### アルバム
| リリース日     | タイトル                        | レーベル                   | 規格        | カタログ番号 | 最高順位 | 備考                                                      |
| -------------- | ------------------------------- | -------------------------- | ----------- | ------------ | -------- | --------------------------------------------------------- |
| 2005年7月27日  | "PYRAMID" ピラミッド            | ビデオアーツ・ミュージック | 12cmCD      | VACM-1268    | -        |                                                           |
| 2006年6月21日  | "Telepath" 以心伝心             | ビデオアーツ・ミュージック | 12cmCD      | VACM-1288    | 103      |                                                           |
| 2011年4月13日  | "PYRAMID3" ピラミッド スリー    | HATS UNLIMITED             | 12cmCD      | HUCD-10086   | 83       |                                                           |
| 2015年9月23日  | "The Best" ザ ベスト            | Super Paw                  | 12cmCD      | HUCD-10197   | 198      | 新録あり                                                  |
| 2018年9月5日   | "PYRAMID4" ピラミッド フォー    | Super Paw                  | 12cmCD      | HUCD-10266   | 57       |                                                           |
| 2022年10月26日 | "PYRAMID 5" ピラミッド ファイブ | VOZ Records                | 12cmCD 配信 |              |          | 配信限定 CDはクラウドファンディング参加者へのリターンのみ |